# 다카노 료
다카노 료(일본어: 高野 遼, 1994년 11월 13일~)는 일본의 축구 선수이다.

## 구단 경력
그는 2017년 J1리그의 요코하마 F. 마리노스에 입단했다. 2017년 8월 방포레 고후로 임대 이적했다. 2017년후 J2리그에 강등했다. 2018년까지 42경기에 출전하여, 1득점을 넣었다. 2019년 요코하마 F. 마리노스로 복귀했다. 2019년에 J1리그 우승을 차지했다. 2021년 7월 J2리그의 주빌로 이와타로 이적했다. 2021년 J2리그 우승으로 J1리그로 승격했다. 2022년후 J2리그에 강등했다. 2024년 J3리그의 SC 사가미하라로 이적했다.